# Prismatocarpus brevilobus
Prismatocarpus brevilobus là loài thực vật có hoa trong họ Hoa chuông. Loài này được A.DC. miêu tả khoa học đầu tiên năm 1839.